# Isla Almagre Grande
Isla Almagre Grande är en ö i Mexiko. i delstaten Sonora, i den nordvästra delen av landet. Den ligger i viken Bahía Guaymas nära staden Guaymas tillsammans med den mindre ön Isla Almagre Chico och öarna Isla La Batea, Isla San Vicente, Isla Pájaros och Islas Mellizas.